# 法国文艺复兴
法国文艺复兴是15至17世纪初法国的文化和艺术运动，与这一时期的泛欧洲文艺复兴相关联，“文艺复兴”一词首次由法国历史学家朱尔斯·米什莱使用，用来定义欧洲艺术和文化的“重生”。
法国文艺复兴推动的显著发展包括人文主义的传播、对“新世界”的早期探索（乔凡尼·达·韦拉扎诺和雅克·卡蒂埃建立起的北美殖民地）；印刷、建筑、绘画、雕塑、音乐、科学和文学等领域新技术和艺术形式的确立；以及新社交、礼仪和语言规范的形成。
法国文艺复兴传统上一般认为大致从1494年查理八世统治期间的法国入侵意大利开始，直到1610年亨利四世去世才告一段落，并在1515-1559年弗朗西斯一世和亨利二世的统治期间达到顶峰。其可以被分为四个阶段，从中世纪流行的哥特式至文艺复兴风格过渡的路易十二时期，第一次和第二次文艺复兴时期，以及16世纪后期向早期巴洛克艺术转变的矫饰主义时期。
尽管时序如此，但与文艺复兴有关的某些艺术、技术或文学发展其实更早就已传入法国（如通过勃艮第宫廷或阿维尼翁教廷）；然而14世纪爆发的黑死病和漫长的百年战争使其在经济和政治上一直处于弱势，直到15世纪末经过查理七世和路易十一两代君主的努力基本完成统一，法国才重新成为西欧强权。

## 词源
“Renaissance”（文艺复兴）一词源于法语，直译为“重生”。这一术语最早由法国历史学家朱尔斯·米什莱在其1855年的著作《法国史》中使用与定义 。 朱尔斯·米什莱将16世纪发生在法国的文艺复兴定义为欧洲文化史上的一个时期，代表着后者脱离中世纪，创造了对人类及其世界地位的现代理解。 作为法国公民和历史学家，米什莱也声称文艺复兴是一场法国运动。

## 历史
百年战争（1337-1453）意味着法国中世纪的结束，原本建立在小农经济上的采邑制走向崩溃。路易十一以后法国国王的集权程度得到了空前加强，乡绅取代原先地方上世袭的封建领主，贵族开始在国家层面上承担军事责任，近代民族国家逐步形成，为新兴艺术形式的迅速发展奠定了基础。1477年的南锡战役则消除了法兰西王国与神圣罗马帝国之间出现任何强权的可能性，使法兰西地区进入一段适合艺术创作的和平时期。

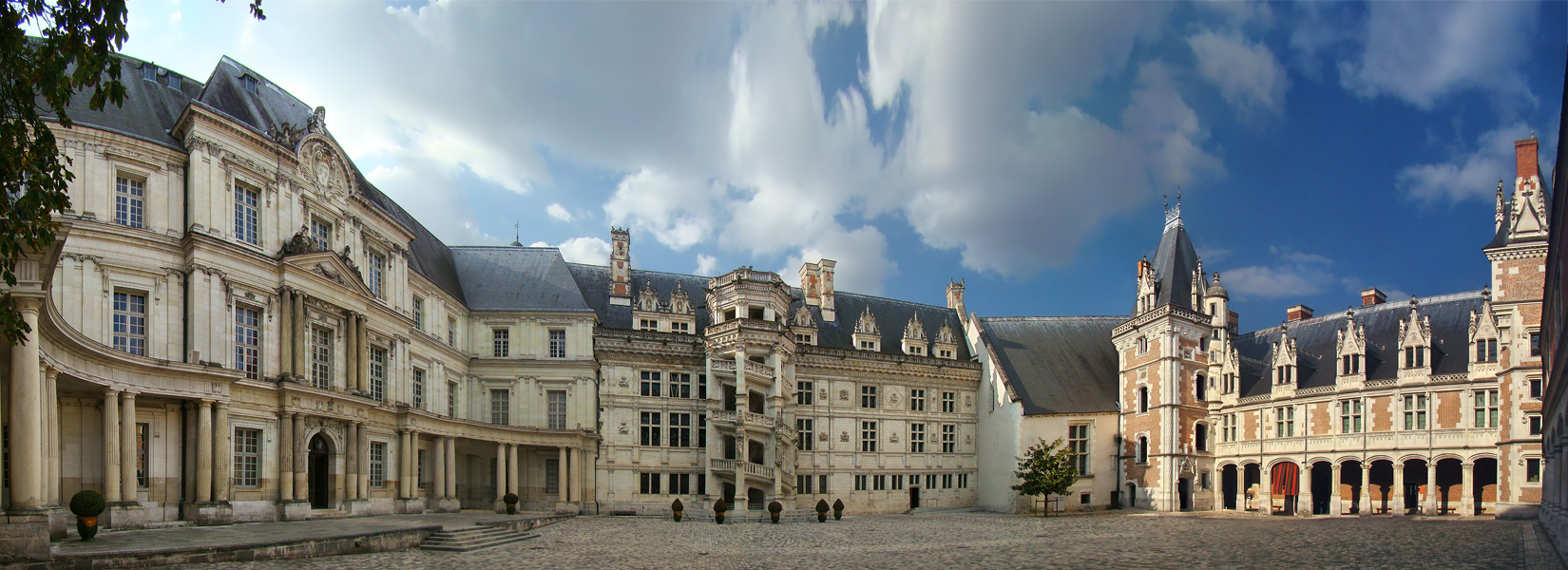
布卢瓦城堡内侧外立面，从左至右分别为古典、文艺复兴与哥特式风格

尽管“意大利化”（Italianisme）的影响在法国存在已久，然而与意大利的文艺复兴产生接触却是查理八世和路易十二发起之意大利战争的结果。1495年第一批意大利艺术家抵达查理八世居住的昂布瓦斯城堡，随后整个16世纪初期，路易十二时期作为一种过渡，在哥特式建筑中融入了文艺复兴的气息。路易十二于1515年逝世后，即位的弗朗索瓦一世更热心地推动文艺复兴的传播，他在1526年又引入一批意大利艺术家进入枫丹白露宫，被称为枫丹白露第一画派。该事件作为一个转折点，标志着法国完全接受了新文化，无论是在室内装潢还是建筑学方面都抛却了先前中世纪的框架。如果说这场运动有一个明确的起点，那么关于其结束的时间却争议颇多：1598年南特赦令的颁布平息了法国宗教战争，通常也被视为文艺复兴告一段落的时间点。然而一些历史学家认为1562年发生的瓦西大屠杀就已终止了这一时期 ，其他观点则以1610年亨利四世的遇刺作为标志。

## 艺术
15世纪后期，由于意大利战争与邻近的勃艮第宫廷 (受佛兰德斯的影响) ，法国人接触到了北方和意大利文艺复兴产生的商品、绘画和创作精神。路易十二时期，建筑依然基于法式结构，但采用了意式的装饰艺术，此外还受到了西班牙银匠式风格与安特卫普的影响，特别是后者出产的彩色玻璃花窗。在之后的第一次文艺复兴时期，意大利对法国建筑的影响更加强烈，以沃齐耶圣莫里勒教堂为例，古典化的立面装饰掩盖了原先哥特风格的结构。绘画方面，最初的艺术变革往往是由意大利和佛兰德斯艺术家做出的，如让·克卢埃和他的儿子弗朗索瓦·克卢埃以及包括罗索·菲奥伦蒂诺、弗朗西斯科·普里马蒂乔和尼科洛·德尔·阿巴特在内，第一代枫丹白露画派（1531年开始）中的意大利人。
1516年，法王弗朗索瓦一世邀请列奥纳多·达芬奇前往昂布瓦斯宫，并提供了克洛吕塞城堡（当时称为克鲁克斯城堡）作为他居住和工作的场所。著名画家、发明家达芬奇带着他的三幅画作来到这里，这三幅画作分别是《蒙娜丽莎》、《圣安妮》和《施洗者圣约翰》，现均藏于巴黎卢浮宫博物馆。
弗朗西斯一世至亨利四世时期的艺术常常受到晚期意大利绘画和雕塑发展，通常被称为风格主义（受到文艺复兴三杰绘画特征影响）的启发，其特点是人物修长优美，依赖视觉修辞，包括对寓言和神话的精心运用。这一时期诞生了包括图尔的画家让·富凯（在现实主义肖像画和彩绘手抄本方面成就非凡）和雕塑家让·古戎以及热尔曼·庇隆在内的许多法国艺术家。

### 晚期风格主义和早期巴洛克风格
亨利四世延请艺术家图桑·杜布勒伊、马丁·弗雷米内和昂布鲁瓦·杜波依等至枫丹白露宫进行创作，他们被通称为枫丹白露第二画派。
佛兰德斯画家彼得·保罗·鲁本斯应亨利四世的皇后玛丽·德·美第奇之邀来法国，为其在巴黎的卢森堡宫绘制了多幅大型作品。另一位为宫廷工作的佛兰德斯艺术家是小弗兰斯·普尔布斯。
在法国以外，在为洛林公爵服务的艺术家雅克·贝朗日、克劳德·德吕埃和雅克·卡洛特的作品中，可以发现非常不同的晚期矫饰主义风格。由于与当时的法国艺术家接触甚少，他们发展出了一种夸张、极端，且常常带有色情意味的风格（包括夜景和噩梦情境）以及高超的蚀刻技巧。 

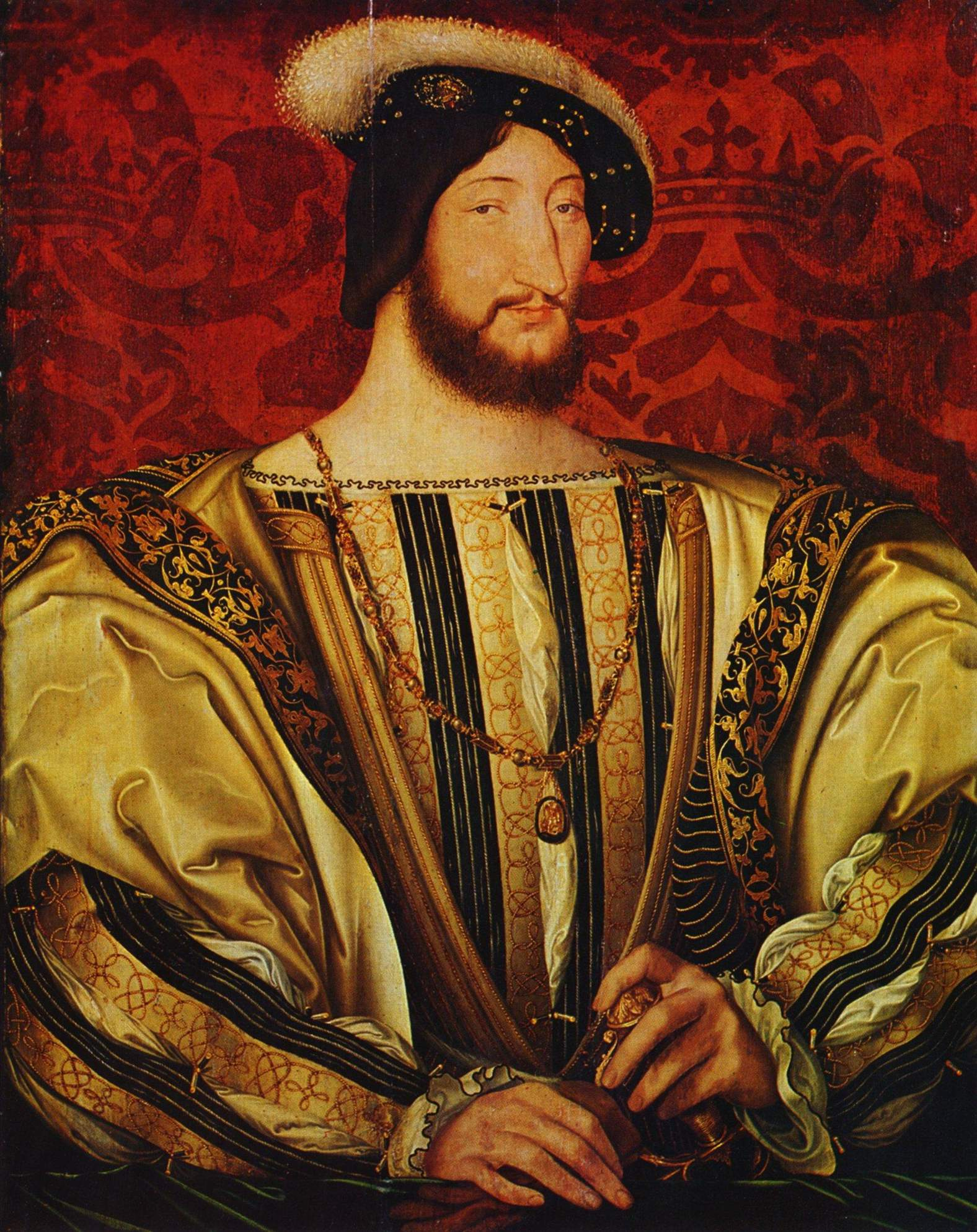
弗朗索瓦一世，让·克卢埃与弗朗索瓦·克卢埃绘 (约1535, 木板油画) (卢浮宫藏)
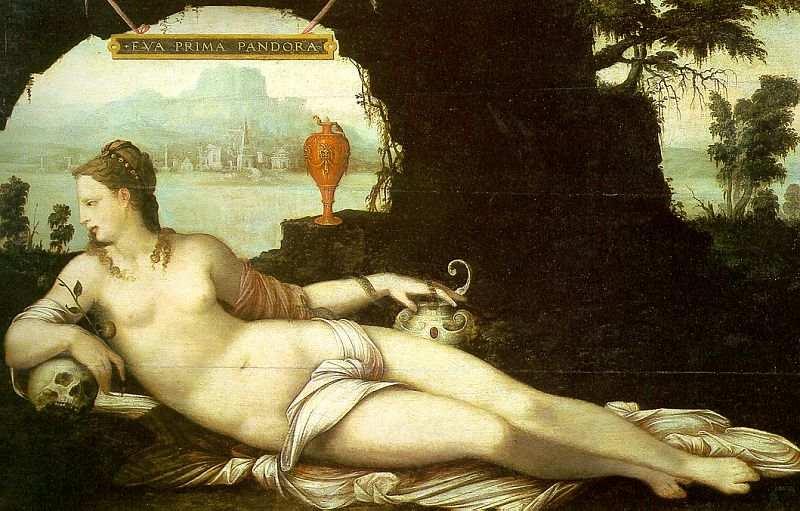
爱娃，第一个潘多拉，老让·库桑（英语：Jean Cousin the Elder）绘 (约1550)
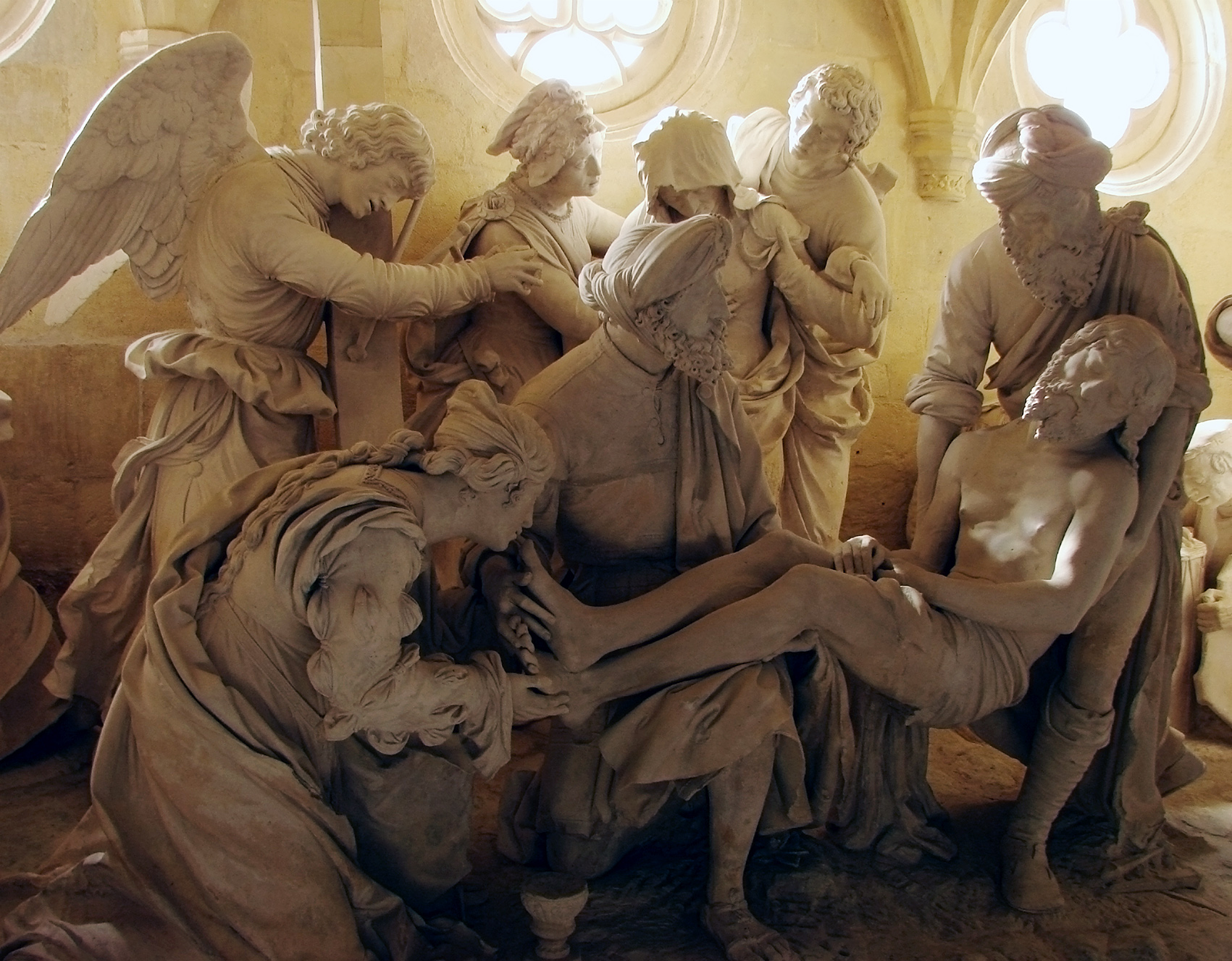
基督哀悼曲，利吉尔·里希耶（英语：Ligier Richier）绘，圣米耶勒圣埃蒂安教堂
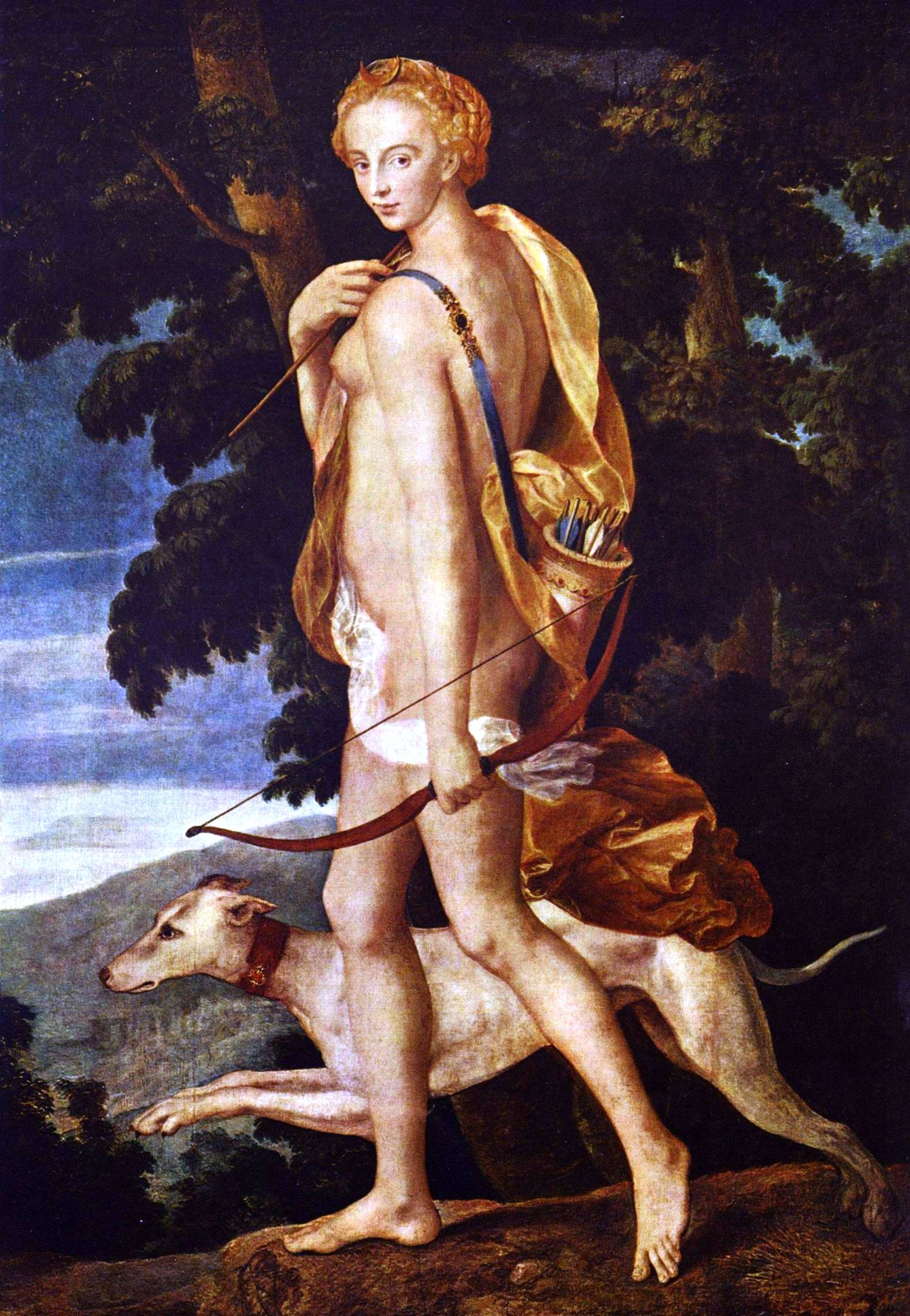
女猎人黛安，枫丹白露画派 (1550–60) (卢浮宫藏)
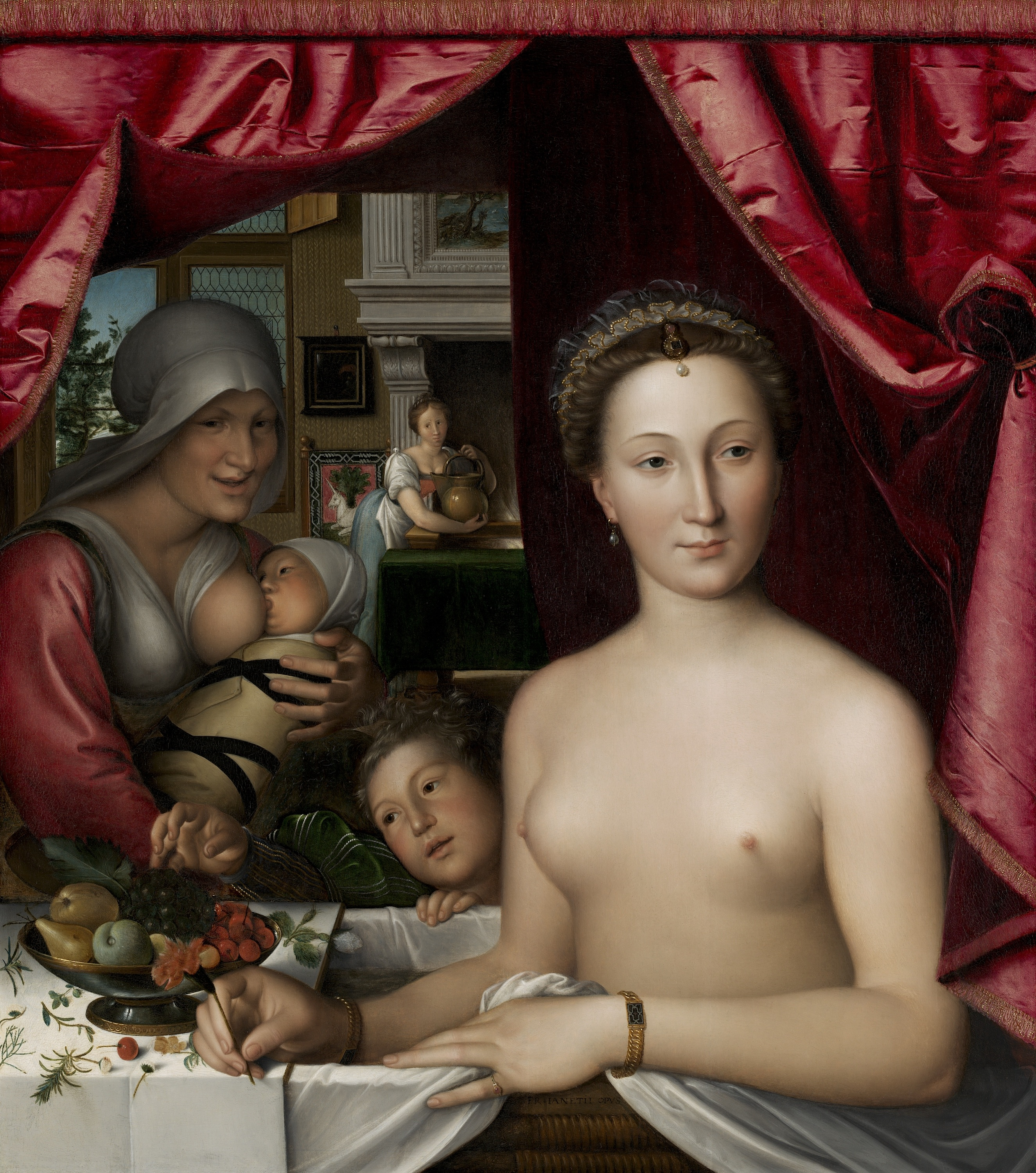
浴中的贵妇（英语：A Lady in Her Bath），弗朗索瓦·克卢埃绘 (约1570) (华盛顿国际画廊藏)
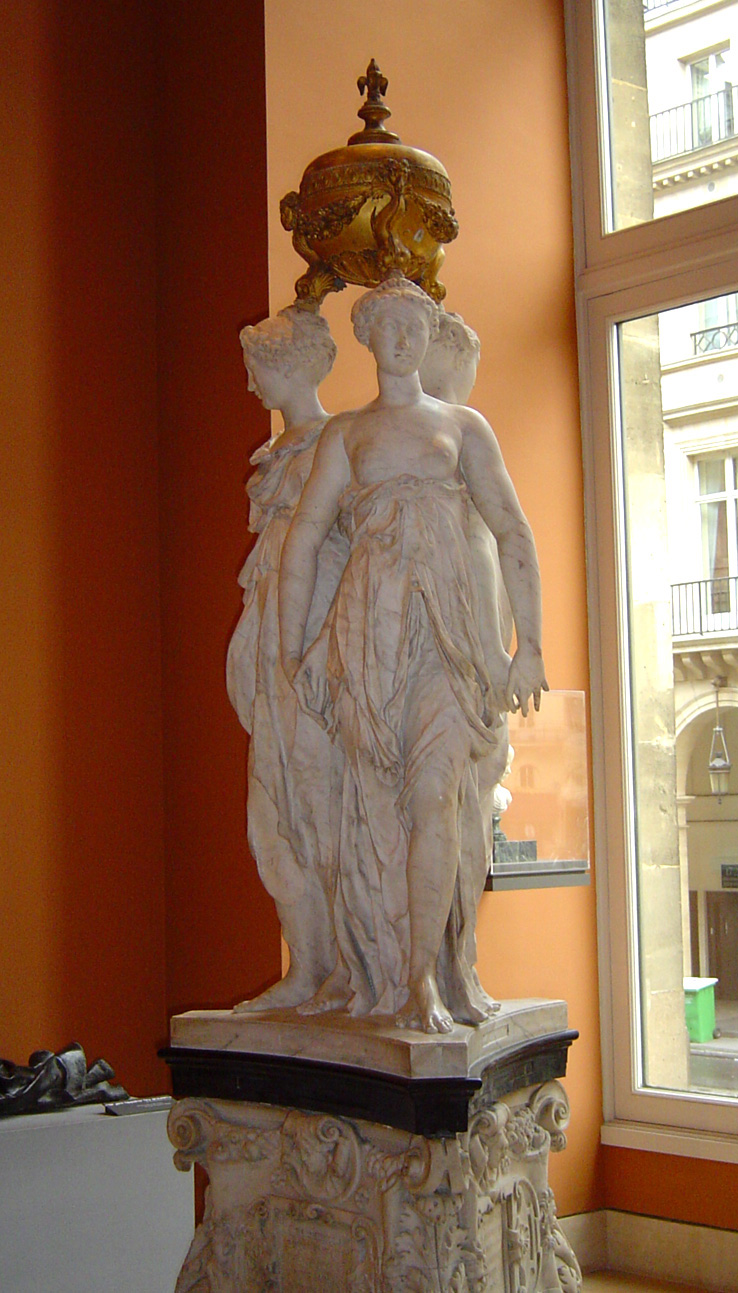
内含亨利二世心脏的纪念碑，热尔曼·庇隆（英语：Germain Pilon）制
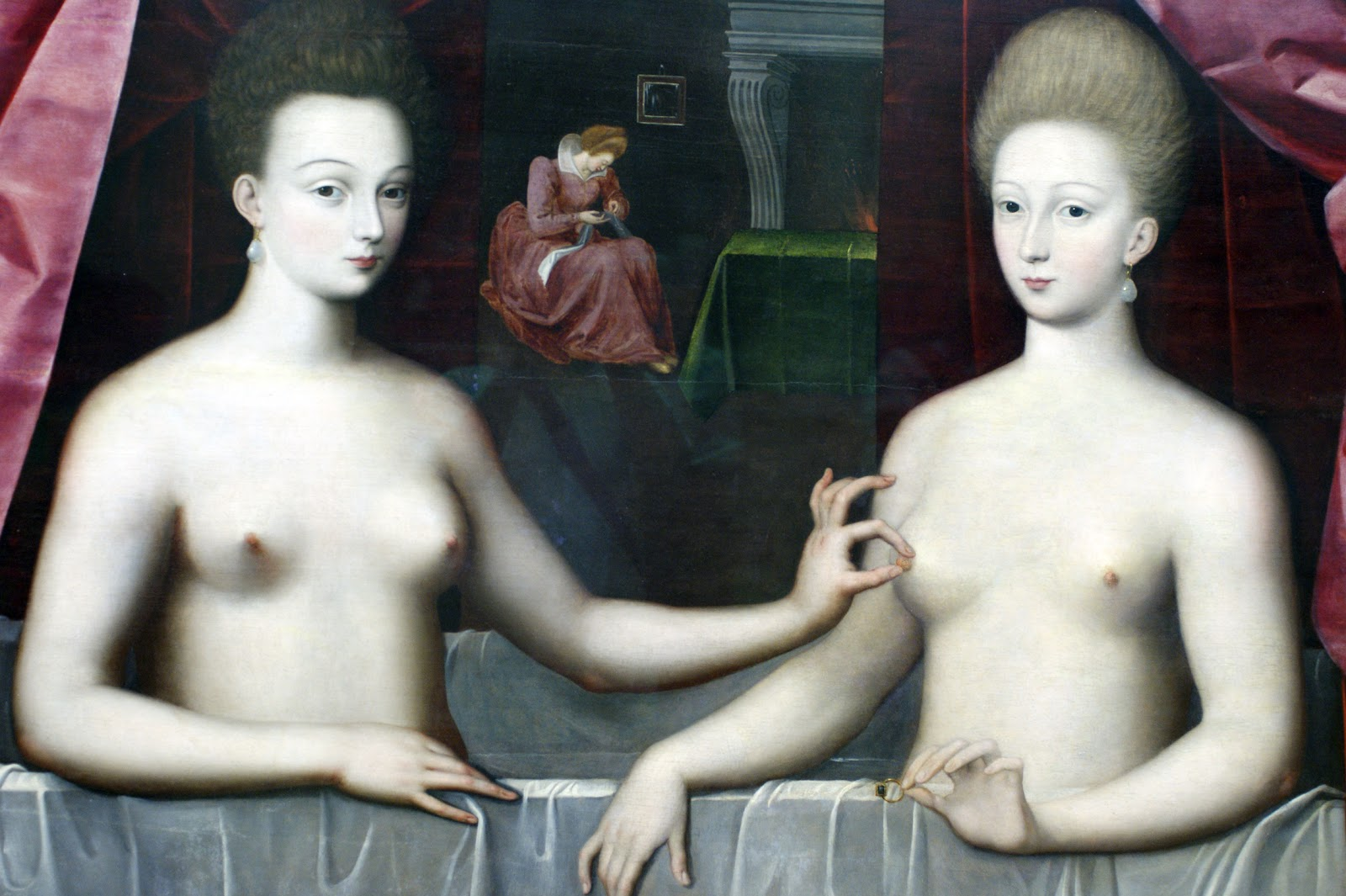
加布里埃尔·德斯特雷和维拉尔公爵夫人的肖像，枫丹白露画派，约1594年绘
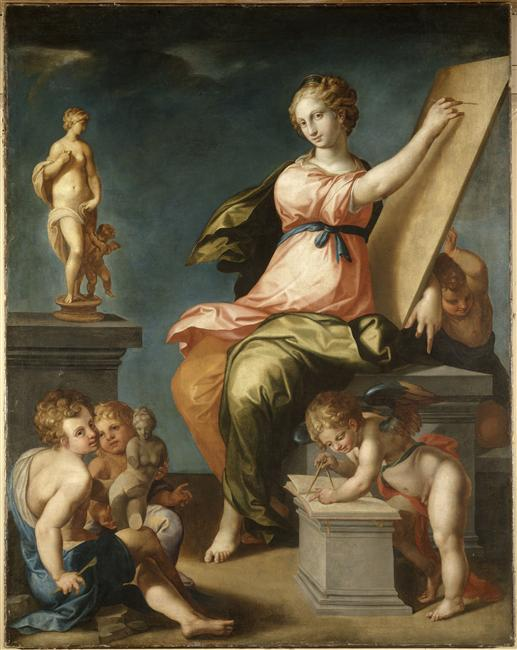
绘画与雕塑的寓言，昂布鲁瓦·杜波依（英语：Ambroise Dubois）绘
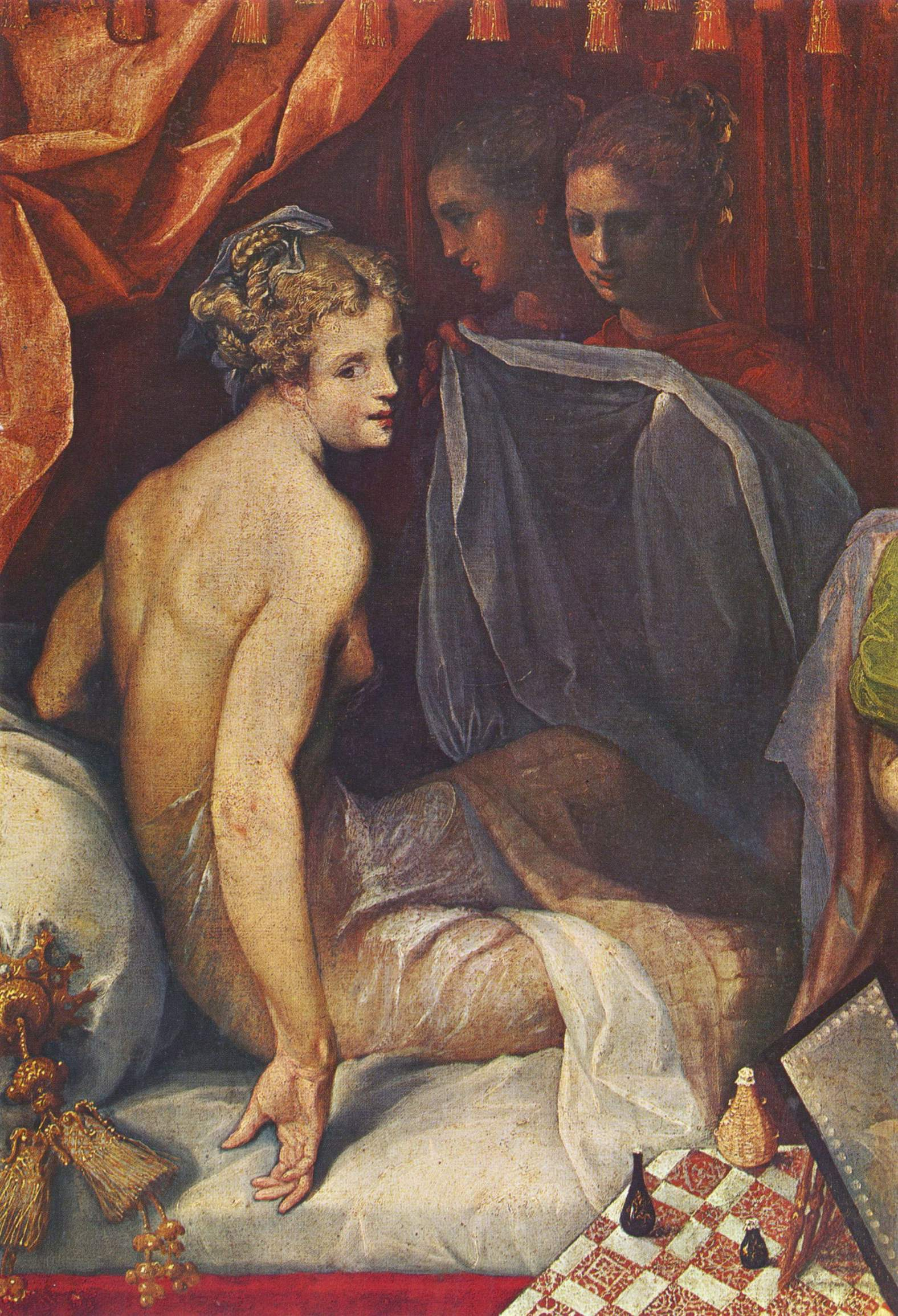
晨间梳洗的依尔森和克莱梅纳，图桑·杜布勒伊（英语：Toussaint Dubreuil），场景出自皮埃尔·德·龙萨的法兰西亚德 (约1602) (卢浮宫藏)
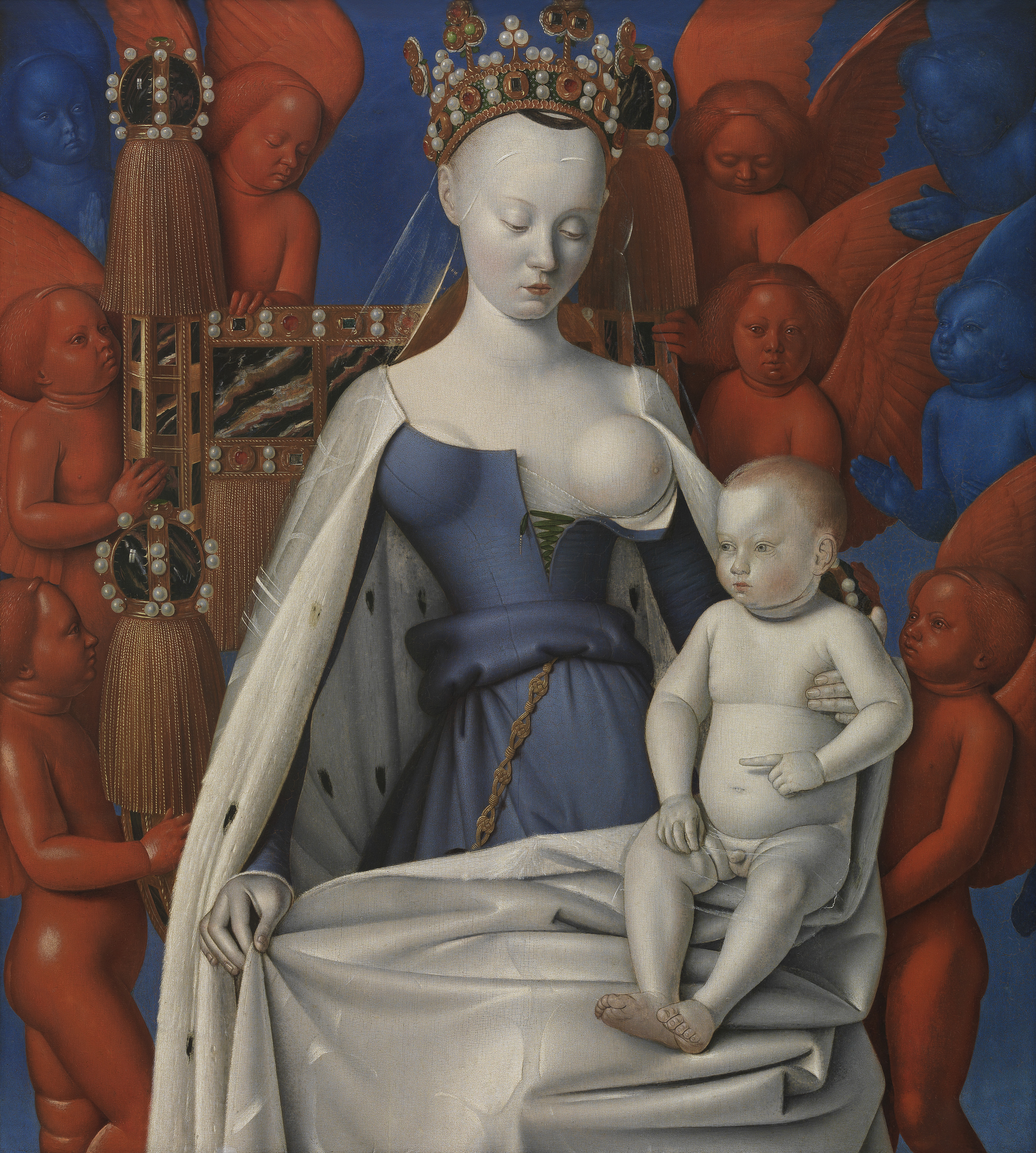
天使环绕的圣母子，让·富凯的梅伦双联画（英语：Melun Diptych），约1450年绘

## 建筑
法国文艺复兴最伟大的成就之一便是建造了卢瓦尔河谷城堡群。随着绝对君主制的确立，几任法国国王都将住所迁至卢瓦尔河地区，因此15世纪末，许多贵族买下了此地中世纪由安茹和布鲁瓦伯爵建造，原本作为防御工事的堡垒，并将之改造成一批用于休闲的法国文艺复兴式城堡群。查理八世和路易十一时期更有许多意大利艺术家来到此地，成为新艺术在法国传播的开端。
卢浮宫始建于12世纪末，原本是巴黎的防御城堡，用来存放王室财宝和武器。1546年在弗朗索瓦一世的命令下原本的建筑被夷平，由皮埃尔·莱斯科依照文艺复兴风格重建以作为国王的新居所。卢浮宫以西，亨利二世的皇后凯瑟琳·德·美第奇为自己建造了杜伊勒里宫，其中有广阔的花园和一座石窟。
亨利四世登基后，随着国内外局势的稳定，巴黎城市在这一时期有很大发展，修建了新桥、孚日广场（时名“皇家广场”）、太子广场，以及包括卢浮宫大美术馆在内的部分建筑。

## 花园
法国文艺复兴时期的花园以对称和几何的花坛或花坛为特点，包括了盆栽植物、砾石和沙子小径、露台、楼梯和坡道，以及运河、瀑布和喷泉形式的流水，并且大量使用人工石窟、迷宫和神话人物雕像。这些布景成为周围城堡的延伸，旨在体现文艺复兴时期的尺度和比例理想。法式花园最初受到意式文艺复兴花园的启发，17世纪中叶开始，在路易十四统治时期才转变为更宏伟、更正式的风格。

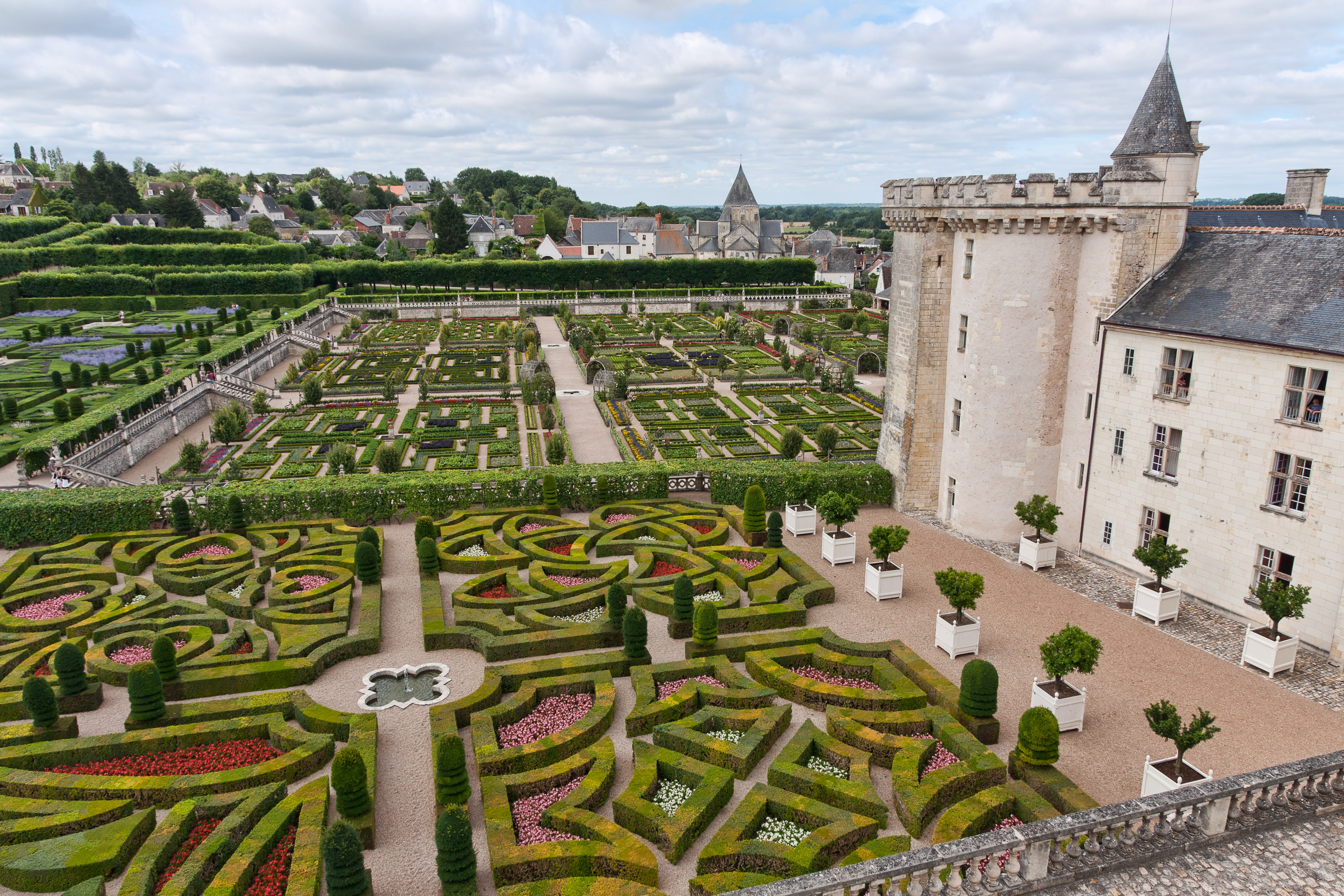
维朗德里城堡的花园
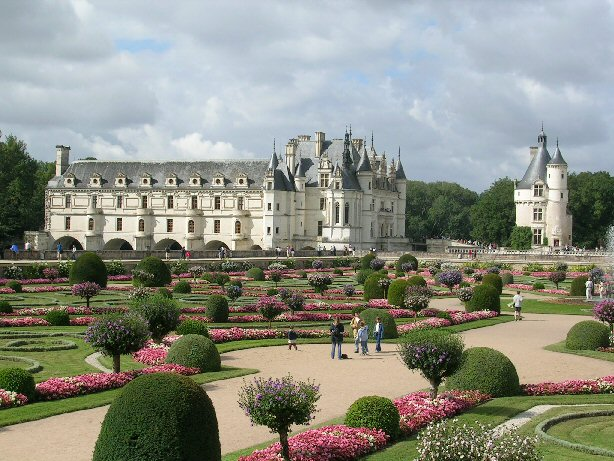
舍农索城堡中的黛安·德·波蒂埃花园
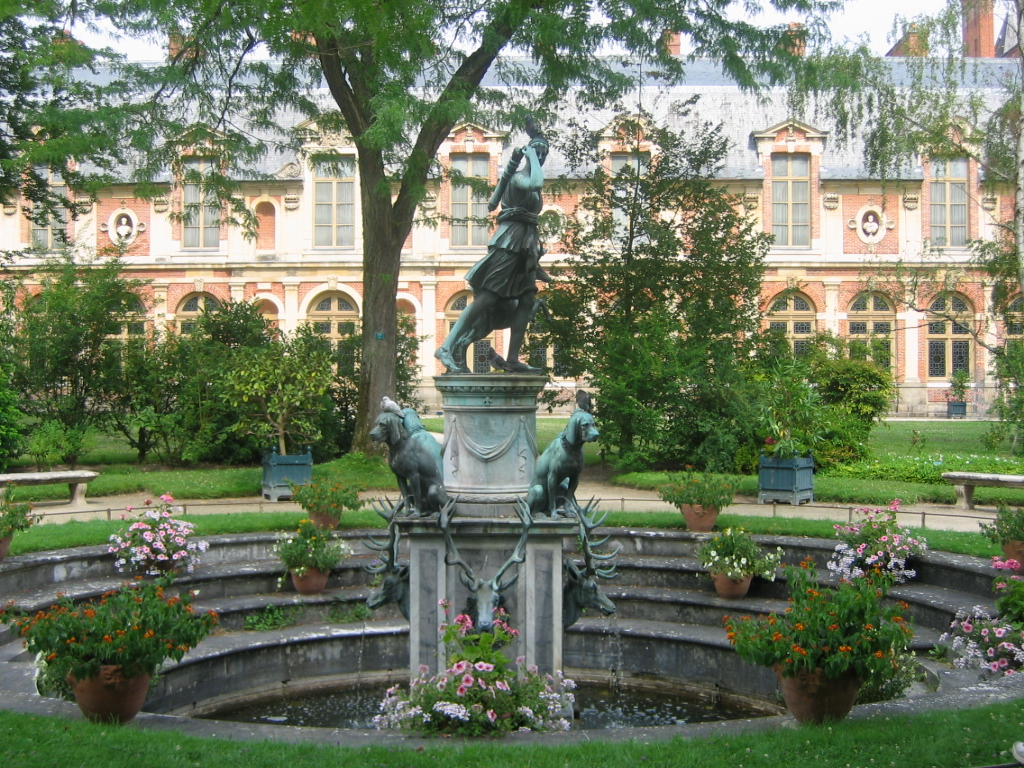
戴安娜喷泉，位于枫丹白露宫花园内
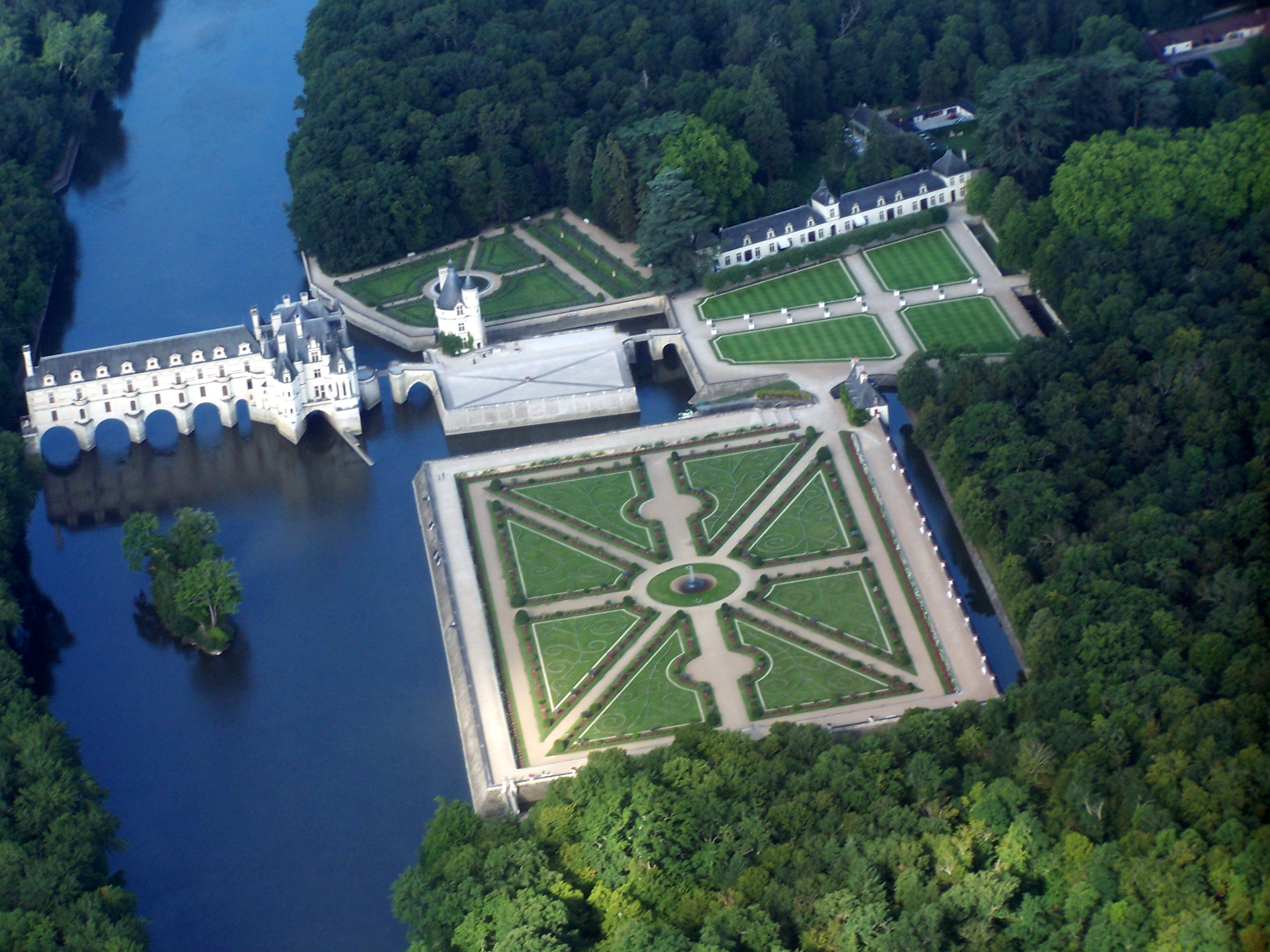
舍农索城堡及其花园的鸟瞰景象
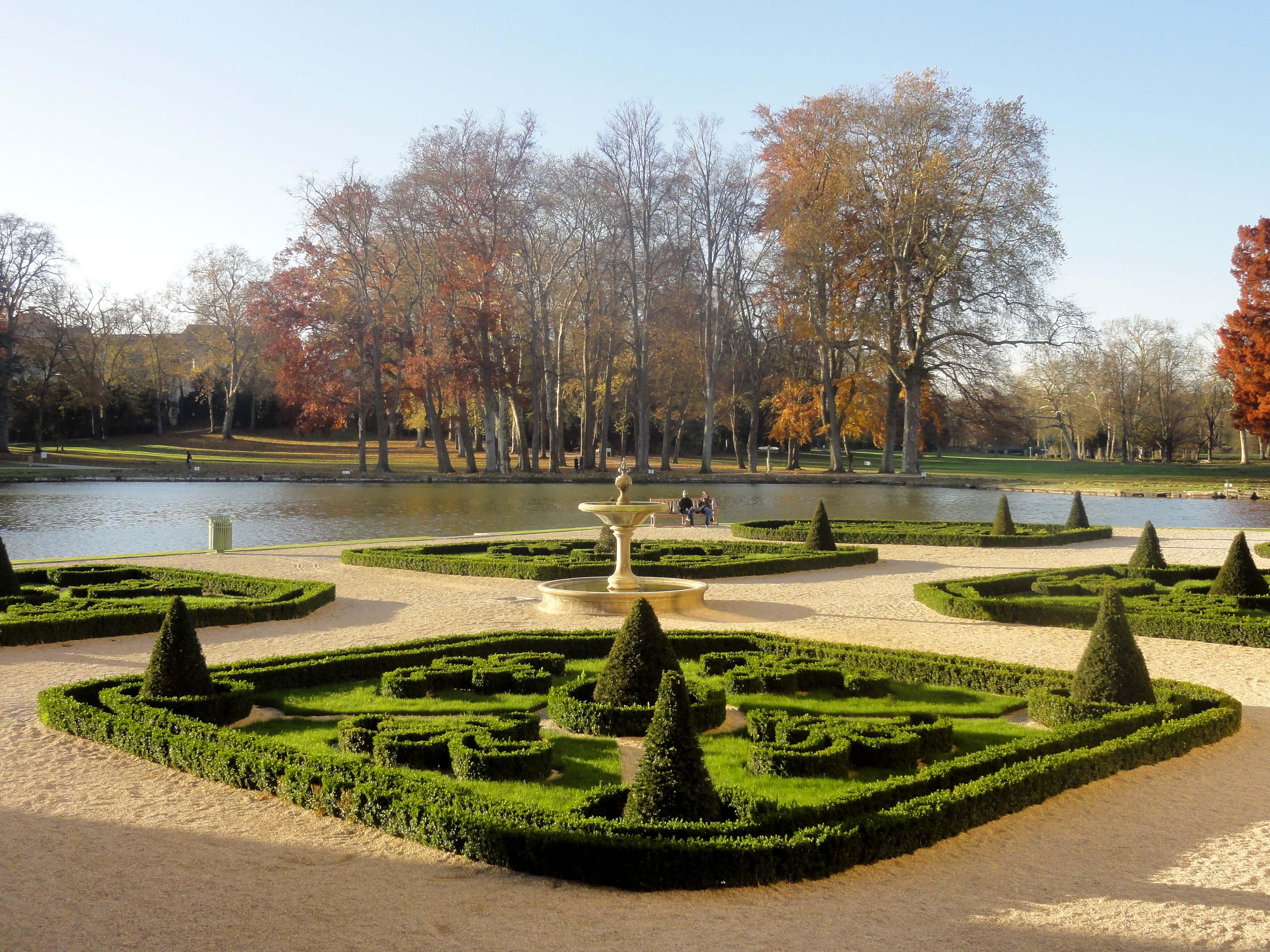
尚蒂伊城堡的自由花园

## 文学

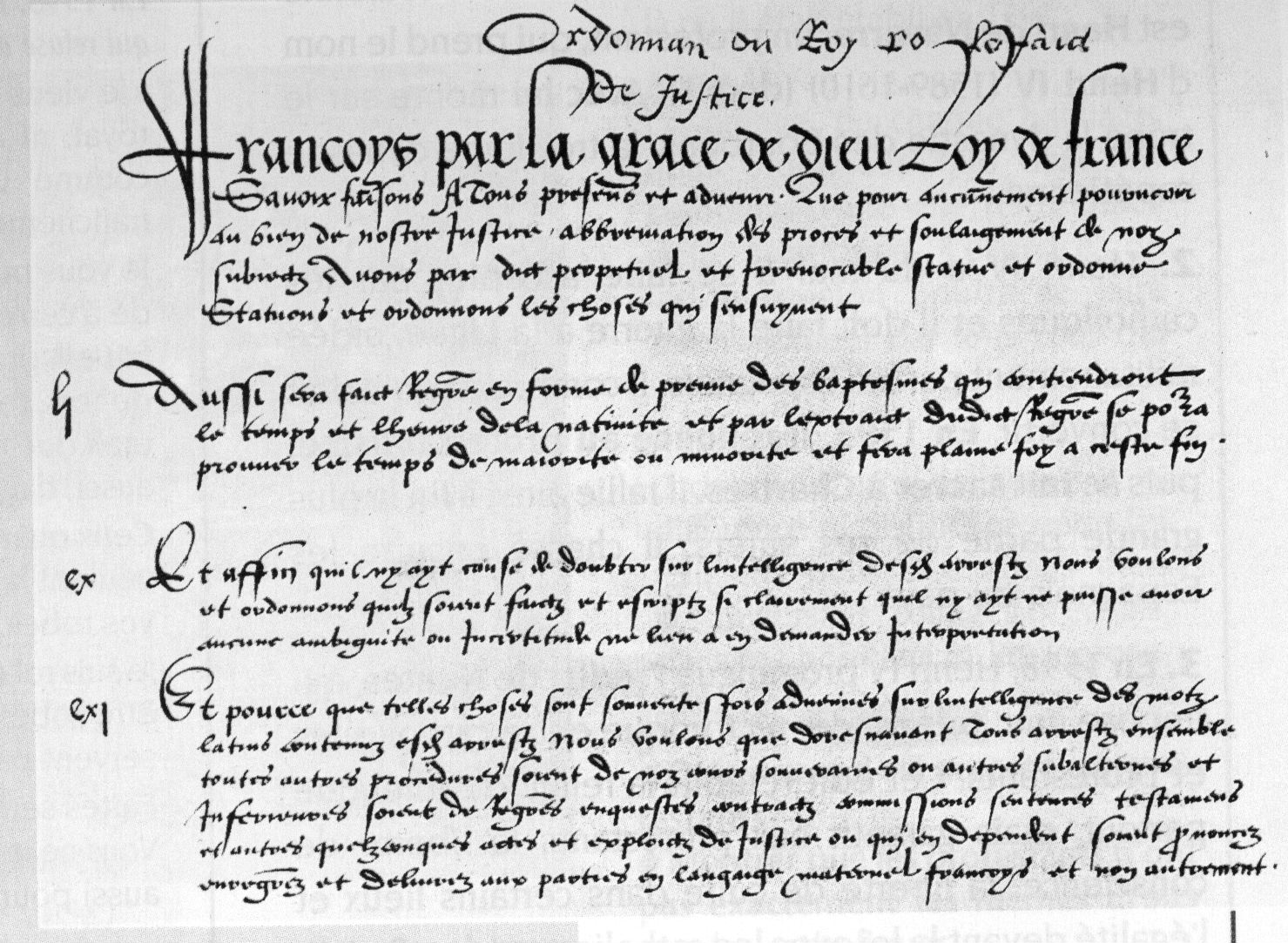
维莱科特雷法令的前言与今日仍然适用之条款

法国国王弗朗西斯一世迁居枫丹白露宫并转让了皇家图书馆，同时为法语做出诸多努力。1539年维莱科特雷法令颁行，法语取代拉丁语成为法律和行政用语，这体现了法国文艺复兴最显着、最持久的特征之一，即法语成为唯一的官方语言，这也符合民族国家形成的需要。不过值得注意的是，此时各行省的绝大多数人口仍然使用包括皮卡第语、诺曼语在内的各种方言和不同于法语的语言，如南部的奥克西塔尼亚地区通行奥克语。此外杜·贝莱也谴责了法语的意大利化。
法国文艺复兴时期著名的作家包括弗朗索瓦·拉伯雷、玛格丽特·德·纳瓦拉、克莱门特·马洛、路易丝·拉贝、皮埃尔·德·龙萨、约阿希姆·杜·贝莱、艾蒂安·德·拉博埃蒂和米歇尔·德·蒙田等。

## 音乐

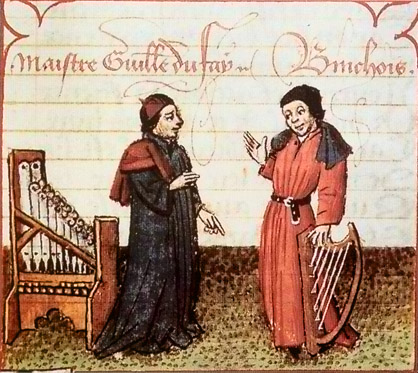
纪尧姆·迪费（左）和吉尔·班舒瓦

勃艮第公国作为一个主要讲法语的地区，于1477年大胆查理战死后大部被并入法兰西王国。欧洲许多最著名的音乐家要么来自勃艮第，要么前往那里向当地的作曲家学习过；此外在15世纪后期，勃艮第宫廷的音乐机构与法国宫廷和教会组织间存在着大量交流。勃艮第风格催生了法兰克-佛拉芒式的复调音乐，后者在15世纪后期至16世纪初的欧洲乐坛中占主导地位。然而到了15世纪末，法兰西民族特征在法国的皇家和贵族宫廷音乐以及主要教堂音乐的中心变得明晰起来。当时的法国作曲家大多避开了法兰克-佛拉芒式的阴郁色彩，转而追寻线条与结构的清晰，并在香颂等世俗音乐上力求轻松、可唱和流行。纪尧姆·杜费和吉尔·班舒瓦是文艺复兴早期勃艮第学派的两个著名代表人物。
欧洲最著名的作曲家若斯坎·德普雷曾在路易十二的宫廷中工作过一段时间，并可能在那里创作了他一些最著名的作品（他第一首诗作，《圣咏》第130篇的《来自深渊》也许是为1515年路易十二的葬礼所写）。同年即位的弗朗索瓦一世将创立一个兼容并包的音乐机构列为首要任务，宫廷的音乐家们随其一同巡游。在1520年的金帛盛会上国王与亨利八世竞争最华丽的音乐表演，该活动可能由让·穆东指挥，后者是16世纪早期继若斯坎之后最著名的经文歌作曲家之一。
迄今为止，法国在文艺复兴时期对音乐最重要的贡献是香颂。香颂作为一种世俗歌曲，具有高度多样化的形式，其中包括了一些16世纪最流行的音乐：事实上许多香颂的传唱范围囊括了整个欧洲。16世纪早期的香颂以長短格开头（长、短-短）和对位风格为特点，后来被奏鸣曲的前身意大利坎佐纳所采用。典型的香颂是由三或四个声部组成的，没有乐器伴奏，但最受欢迎的香颂也会不可避免地被制作出器乐版本。这些“巴黎”香颂的著名作曲家包括克劳丹·德·塞米希和克莱门特·雅内坎。后者的《战争》（La guerre）是为庆祝1515年法军在马里尼亚诺取得的大胜，其模仿了大炮的声音、伤员的哭喊声以及前进和撤退的喇叭声。香颂后来发展的一种形式是格律音乐，例如克劳德·勒·热纳的作品，这种类型的香颂得到了以让-安托万·德巴伊夫为代表，七星诗社成员的发展，并以此为基础使音乐节奏与诗句的重音完全契合，试图捕捉古希腊音乐的一些修辞效果（与此同时在意大利也出现了性质相同的社团佛罗伦萨卡梅拉塔，尽管二者并无任何关联）。16世纪末，香颂逐渐为宫廷咏叹调所取代，后者成了下个世纪初叶法国最流行的歌曲类型。
宗教战争对法国音乐的发展产生了重要作用。受加尔文宗影响，新教徒创作了一种与天主教徒编写出的精致拉丁语经文歌大不相同的圣咏。还有一种香颂的变奏，被称为“灵魂香颂”（chanson spirituelle）同时为新教徒和天主教徒（尤其是他们中的新教同情者）所接受，这种音乐与世俗歌曲类似，但配上了带有宗教或道德改悟色彩的文本。克劳德·古迪梅尔是一位胡格诺派作曲家，以其受加尔文主义启发而创作的诗篇闻名，他在圣巴塞洛缪日大屠杀期间于里昂被谋杀。然而遭到宗教仇恨波及的不仅仅是新教作曲家：1581年，多产的香颂作曲家、天主教徒安托万·德·贝特朗在图卢兹为一群新教暴徒所弑。

## 延伸阅读
- Blunt, Anthony. . Yale University Press. 1993. ISBN 0-300-05314-2.
- Chastel, André. . ISBN 2-08-013583-X. OL 8841209M.
- Chastel, André. . Flammarion. 1996. ISBN 2-08-013617-8. OL 8841223M.
- Hampton, Timothy. . 2003.
- Holt, Mack P. . The Short Oxford History of France. 2002. OL 3562871M.
- Knecht, R. J. . 2002. OL 6797101M.
- Pitts, Vincent J. . 2008.
- Potter, David. . 2008.
- Robin, Diana (编). . 2007.